# Cratere Lorant
Lorant è un cratere sulla superficie di Giapeto.